# Orimarga pictula
Orimarga pictula är en tvåvingeart som beskrevs av Edwards 1927. Orimarga pictula ingår i släktet Orimarga och familjen småharkrankar. Inga underarter finns listade i Catalogue of Life.